# Pont de l’Assut de l’Or
Die Pont de l’Assut de l’Or steht in der Ciutat de les Arts i les Ciències von Valencia in Spanien zwischen dem Museo de les Ciències, einem Wissenschaftsmuseum, und der Àgora, einem multifunktionellen Veranstaltungsgebäude. Sie überbrückt den Vorplatz zwischen den beiden Gebäuden und dem anschließenden Jardí del Túria und verbindet die beiden großen Kreisverkehre zu ihren beiden Seiten.
Die Brücke – wie auch die meisten Gebäude der Ciutat de les Arts i les Ciències – wurde von Santiago Calatrava entworfen, der sie ursprünglich Puente de Serrería (Sägewerksbrücke) nannte, in Anspielung auf die drei Brücken, die den Jardí del Túria wie die Blätter eines Sägewerks unterteilen. Der Stadtrat von Valencia benannte sie dann nach dem Assut de l’Or, einem historischen Einlaufbauwerk eines goldenen Bewässerungsgrabens zu Füßen der Brücke (Antigua casa de compuertas de toma de la acequia del oro).
Die Brücke hat einen in der Mitte verlaufenden Gehweg sowie in den beiden Fahrtrichtungen je einen breiten, durch Markierungen und eine leichte Schräge abgetrennten Radweg und drei Fahrbahnen. Die beiden Radwege waren ursprünglich für Straßenbahnen vorgesehen.
Der auf der Mittellinie der Brücke stehende schräge und gebogene stählerne Pylon ist das weithin sichtbare Element dieser Schrägseilbrücke. Er ist das höchste Bauwerk von Valencia und mittlerweile deren Wahrzeichen. Er ragt 118,6 m hoch über die Fahrbahn. Seine Form ist bedingt durch die angestrebte gleichmäßige Belastung der Schrägseile und das Gleichgewicht zwischen dem von 29 parallelen Schrägseilen gehaltenen Fahrbahnträger über der Hauptöffnung und den beiden aus je zwei Seilen bestehenden, fast senkrechten Rückverankerungen. Der Fahrbahnträger ist 180 m lang, wovon 160 m auf die Hauptöffnung entfallen. Sein Breite variiert zwischen 35,5 m an den Enden und 39,2 m im Bereich des Pylons. Er besteht aus einer orthotropen Platte, die von einem stählernen Hohlkasten und 14,2 m weit auskragenden kastenförmigen Armen getragen werden. Sein Ende ist mit dem rund 67 m langen südlichen Widerlager verbunden, das gleichzeitig die Gegengewichte der Rückverankerungen enthält. Das nördliche Widerlager stützt außerdem die etwa 58 m lange Rampenbrücke aus Spannbeton, deren anderes Ende über ein ca. 45 m langes Widerlager zu dem dortigen Kreisverkehr führt. Das Bauwerk ist insgesamt etwa 350 m lang.
Die Brücke wurde zwischen 2005 und 2008 von dem spanischen Baukonzern FCC – Fomento de Construcciones y Contratas errichtet.